# Bertrand z Tuluzy
Bertrand z Tuluzy, znany również jako Bertrand de Saint-Gilles (zm. 1112) – hrabia Tuluzy (1105–1112), hrabia Trypolisu (1109–1112); jako pierwszy rządził ze stolicy hrabstwa.
Był najstarszym synem Rajmunda z Tuluzy, po którym odziedziczył Tuluzę i Trypolis. Do czasu śmierci ojca zarządzał hrabstwem Tuluzy, kiedy ojciec był na wyprawie krzyżowej. Jednak, kiedy jego ojciec umarł baronowie dokonali przewrotu w Trypolisie i wybrali na nowego hrabiego Alfonsa-Jordana - przyrodniego brata Bertranda. Bertrand opuścił Tuluzę i udał się do Trypolisu, gdzie ogłosił się jego hrabią. Pretensje do Trypolisu zgłosił kuzyn Bertranda - William-Jordan, wybrany przez baronów na regenta. William sprzymierzył się z Tankredem, regentem Antiochii, a Bertrand poprosił o pomoc Baldwina I.
W czerwcu 1095 ożenił się z Heleną (Helie) Burgundzką (1080–1141), córką Odona I, księcia Burgundii, i Sybilli Burgundzkiej. Helena urodziła mu syna:
- Ponsa (1096–1137), hrabiego Trypolisu.

Owdowiawszy Helena poślubiła Wilhelma I Talvasa, hrabiego Ponthieu.
William-Jordan i Tankred zostali zmuszeni do ustępstw. Uznali roszczenia Bertranda, który 10 czerwca 1109, przy pomocy floty genueńskiej oraz króla Jerozolimy zdobył Trypolis, którym rządził aż do swojej śmierci.
Trypolis odziedziczył po nim jego syn - Pons, a Tuluzę - jego przyrodni brat - Alfons-Jordan.